# Stora Hjortsjön (Femsjö socken, Småland)
Stora Hjortsjön är en sjö i Hylte kommun i Småland och ingår i Fylleåns huvudavrinningsområde. Sjön har en area på 0,179 kvadratkilometer och ligger 159 meter över havet. Sjön avvattnas av vattendraget Hjortån.

## Delavrinningsområde
Stora Hjortsjön ingår i det delavrinningsområde (630886-135255) som SMHI kallar för Utloppet av Stora Hjortsjön. Medelhöjden är 170 meter över havet och ytan är 2,48 kvadratkilometer. Räknas de 2 avrinningsområdena uppströms in blir den ackumulerade arean 7,53 kvadratkilometer. Hjortån som avvattnar avrinningsområdet har biflödesordning 2, vilket innebär att vattnet flödar genom totalt 2 vattendrag innan det når havet efter 53 kilometer. Avrinningsområdet består mestadels av skog (77 %) och sankmarker (13 %). Avrinningsområdet har 0,18 kvadratkilometer vattenytor vilket ger det en sjöprocent på 7,2 %.